# Kelta vallás

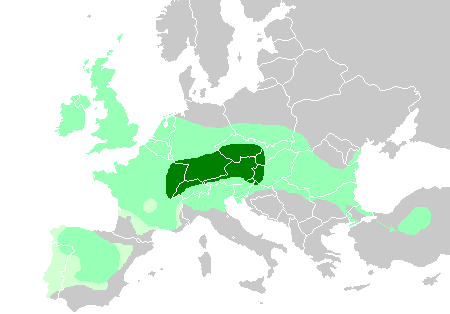
A kelták által megszállt területek
sötétzöld – korai elterjedtségük i. e. 500,
világoszöld – legnagyobb elterjedtségük i. e. 300)

A kelta vallás a kereszténység elterjedése előtti évszázadokban az Európa jelentős részét és Kis-Ázsiát megszállva tartó indogermán eredetű kelta törzsek főleg római és keresztény írók közlései által, továbbá különféle régészeti és irodalmi emlékek alapján megismert hitvilága.
A vaskori kelta népek történelme a történészek számára számtalan rejtélyt jelent, ami természetesen a kelta vallás esetében sem lehet másként. Az őstörténet földműveseinek természetimádó vallási elképzelései továbbéltek a kelták között is, akiknek a mitológiájában egyik legfontosabb téma volt a termékenység, a természeti jelenségek okainak keresése és a halál. Tudjuk, hogy a kelták hittek a lélekvándorlásban, abban, hogy az emberi lélek a halál után az egyik emberből a másikba vándorol. A halott-kultuszt a papság, a druidák irányították. Ők voltak a titkos vallási tanok őrzői, az ifjúság nevelői és ők szolgáltattak igazságot is. Az írott római források szerint a vallási szokásaik kegyetlenek voltak: gyakori volt a jóslással összekötött emberáldozat. Erre azonban meggyőző régészeti bizonyítékot még nem találtak.  
A kelta vallás a kereszténység európai elterjedése során fokozatosan elhalt, nyomai azonban népi hiedelmekben és a szentek kultuszában fennmaradtak.

## Természetfeletti világ

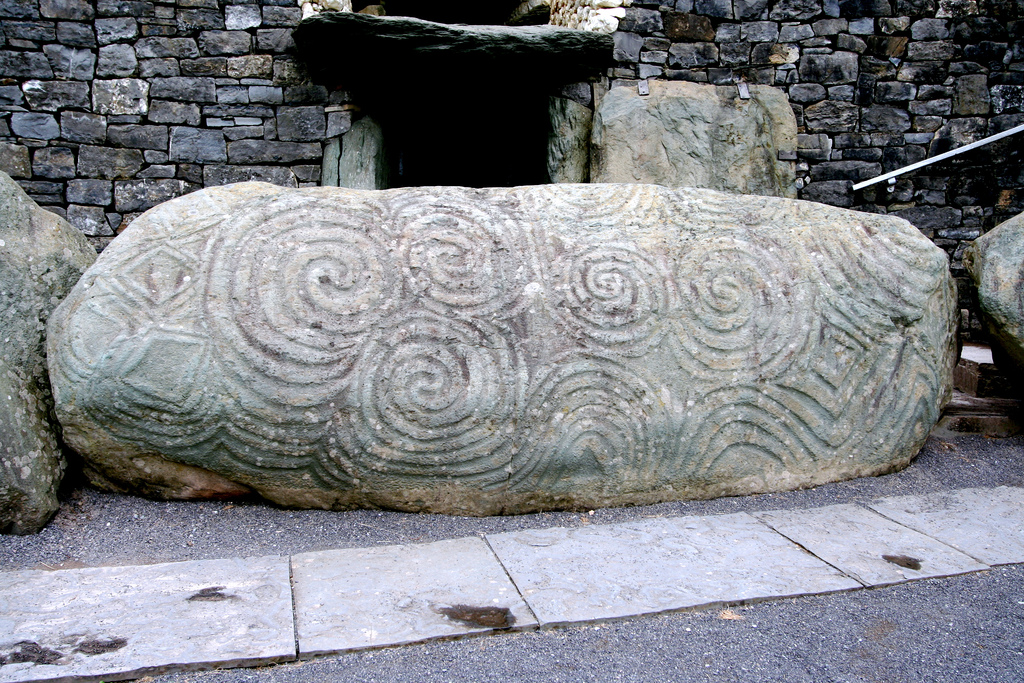
Hármas spirállal (triszkelion) díszített kelta kő, Newgrange-halomsírok

Az animizmus maradványaként hittek a természetfeletti tulajdonságokkal rendelkező tündérekben, szörnyekben és a szellemekben. 
A kelta törzsek természetfeletti világának hatalmai két nagy csoportra oszlottak :
- a mindenhol – forrásokban, patakokban, hegycsúcsokon, erdőkben – jelenlévő szellemek
- a természet nagy átfogó erőit képviselő, az embert és tevékenységeit védelmező istenek.

A druida többistenhitben vagy panteizmusban az istenek összetettek voltak és mindenütt jelenvalók. A flóra és a fauna az istenek kifejeződései vagy különböző oldalai voltak, amelyek üzeneteket közvetíthettek vagy előjeleket adhattak az istenek szándékairól. 
Nézetük szerint a szellemek és istenek tevékenysége ott figyelhető meg, ahol a dolgok megszokott rendje megszakad, megváltozik. Az istenek és szellemek csak akkor avatkoznak a dolgok megszokott és természetes rendjébe, ha az emberek (ill. közülük egyesek) ezt a rendet erőszakosan megbolygatják. 
Diodórosz görög történetíró leírása szerint, amikor egy kelta sereg benyomult Delphoi jóshelyére, és vezérük, Brennus meglátta ott az ércből-márványból faragott istenszobrokat, nevetett azon, hogy a görögök az isteneket emberi alakban képzelték el. Ebből az anekdotából legalább két dolog derül ki: a kelták körében (még) nem alakult ki az ember alakú, antropomorf istenek képzete; másodszor az, hogy a kép nélküli (anikonikus) kultuszt már tudatosan szembeállították a képszerű istenfogalommal, tudatában voltak vallásuk e sajátos vonásának: tehát rendelkeztek valamelyes teológiai elmélettel is. 

### Istenek

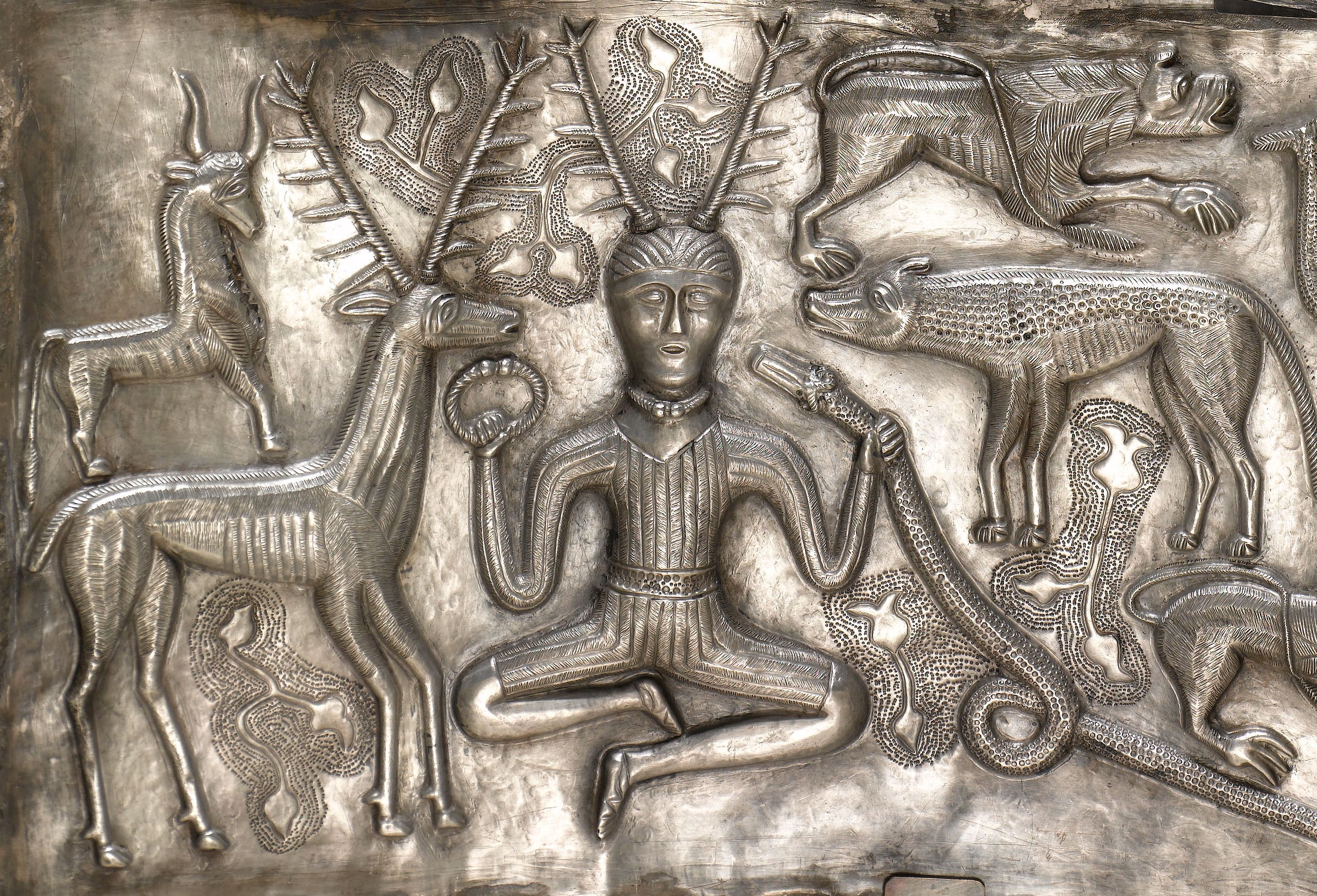
"Cernunnos" agancsos figurája, a "szarvas isten" a Gundestrupi lelet üstjén, Nemzeti múzeum, Koppenhága

A kelta panteonnak több mint 1200 istensége volt; amelyek két kategóriába sorolhatók: általános és helyi istenségek.
- A Dagda feltehetőleg a legfőbb istenség, az elemek és tudás istene,[9] az élet javainak adományozója, jóindulatú, védelmező, "hatalmas atya". [6]
- Ogmios (wd) a kelták harcistene
- Lugh (wd) minden kézműves tevékenységnek és ötletességnek megszemélyesítője, ritkábban napisten
- Belenus (wd) a tűz és a gyógyítás istene
- Cernunnos szarvas isten, a természet istene
- Taranis(wd) , zivatar-isten, az égi jelenségek ura, részére talán emberáldozatokat mutattak be úgy, hogy fabábuba zárták és elégették [10]
- Teutates(wd) a háború és a bőség istene, számára talán[11] emberáldozatokat mutattak be
- Esus(wd) részére is talán emberáldozatokat mutattak be úgy, hogy fára akasztották föl az áldozatot és kivéreztették [10][12]

Marcus Annaeus Lucanus római költő Pharsalia című eposza szerint, úgy fogták fel a halhatatlanságot, hogy a lélek megválva a testtől, változatlan állapotban folytatja örök életét. Elterjedt volt körükben a termékenységgel és földműveléssel kapcsolatban álló istennők, istenanyák kultusza is. 
- Brigit a legkedveltebb nőistenség volt, a tudás és termékenység istennője. Az Ír-szigeten később, a kereszténység felvétele után keresztény szentként, Írország védőszentjeként tisztelték.[6] (→ Kildare-i Szent Brigitta)
- Dana vagy Danu, anyaistennő, a folyók, kutak védelmezője, a bőség, a jólét istennője

## Túlvilág

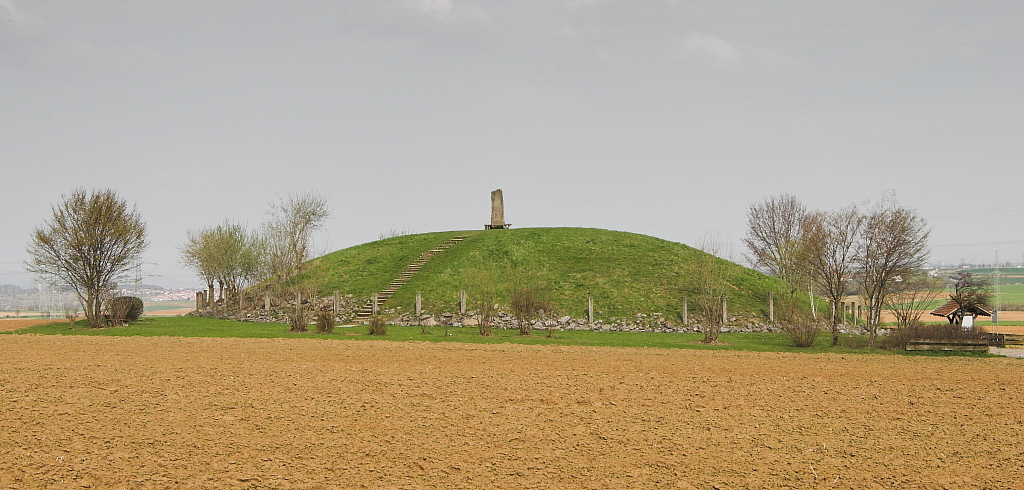
Helyreállított kelta sírdomb Németországban

Hittek az emberi lélekben, és azt tanították, hogy a halál után nem pusztul el, hanem tovább él. A lélekvándorlásban hittek, hogy a lélek a halál után az egyik emberből a másikba vándorol, majd végül az örök béke honába, a túlvilágra kerül.
A túlvilág felső részét a gall mitológiában általában az örök fiatalság, az egészség, a bőség és az öröm birodalmaként írják le. Nézetük alapján az univerzum három részre osztható: Albios („a felső világ”), Bitu („az élőlények világa”), és Dubnos („alsó világ, sötét világ, pokol”).
Időnként elhelyezték el a halott mellé a használati tárgyait, mert úgy hitték, hogy azoknak hasznát veszi a túlvilágon is.

## Kultusz

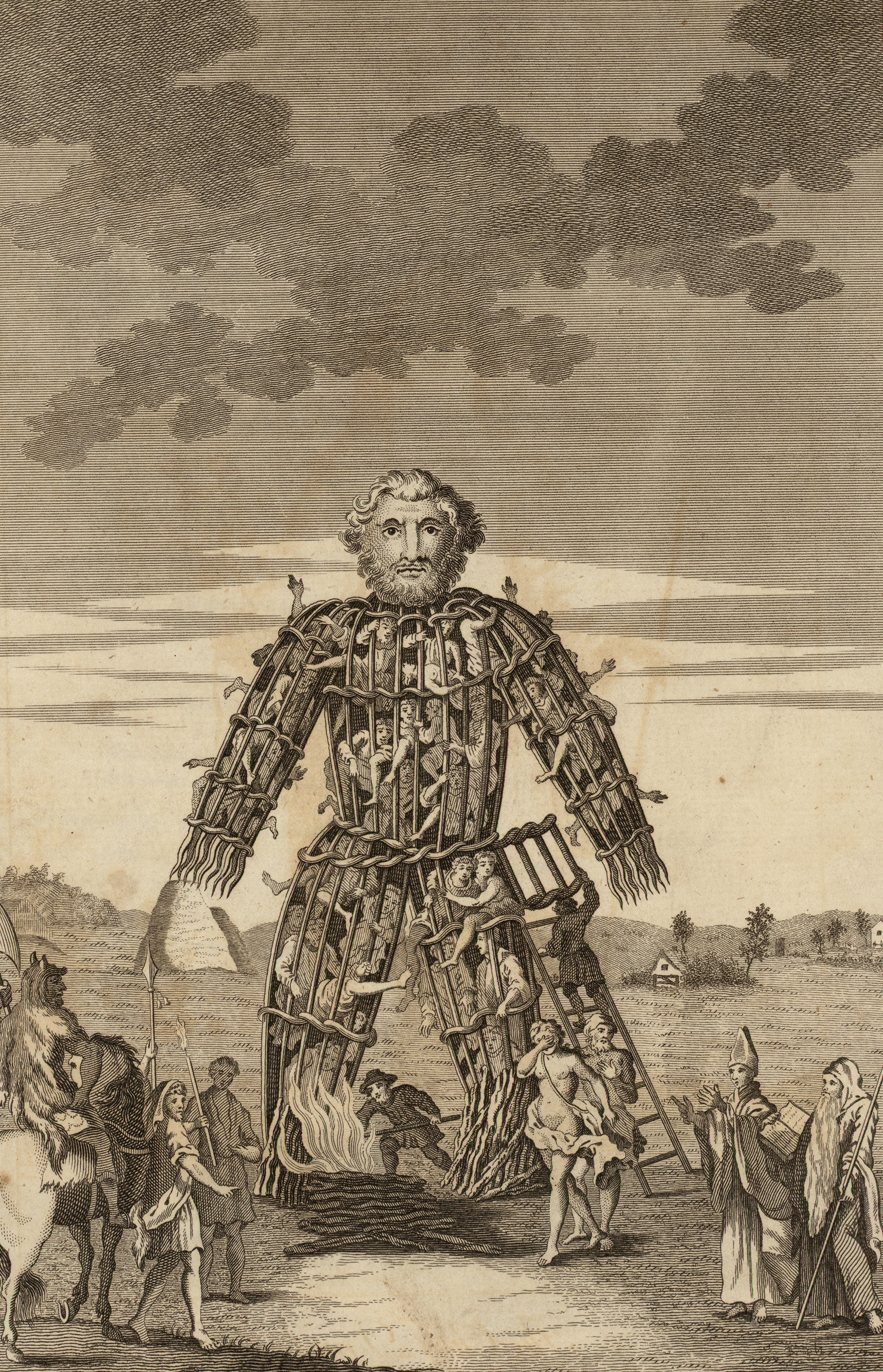
Wicker Man, a fonott kolosszus. Caesar szerint óriási méretű, fából vagy vesszőből épített bábuba zárták a druidák az emberáldozatokat, majd meggyújtották a bábut.

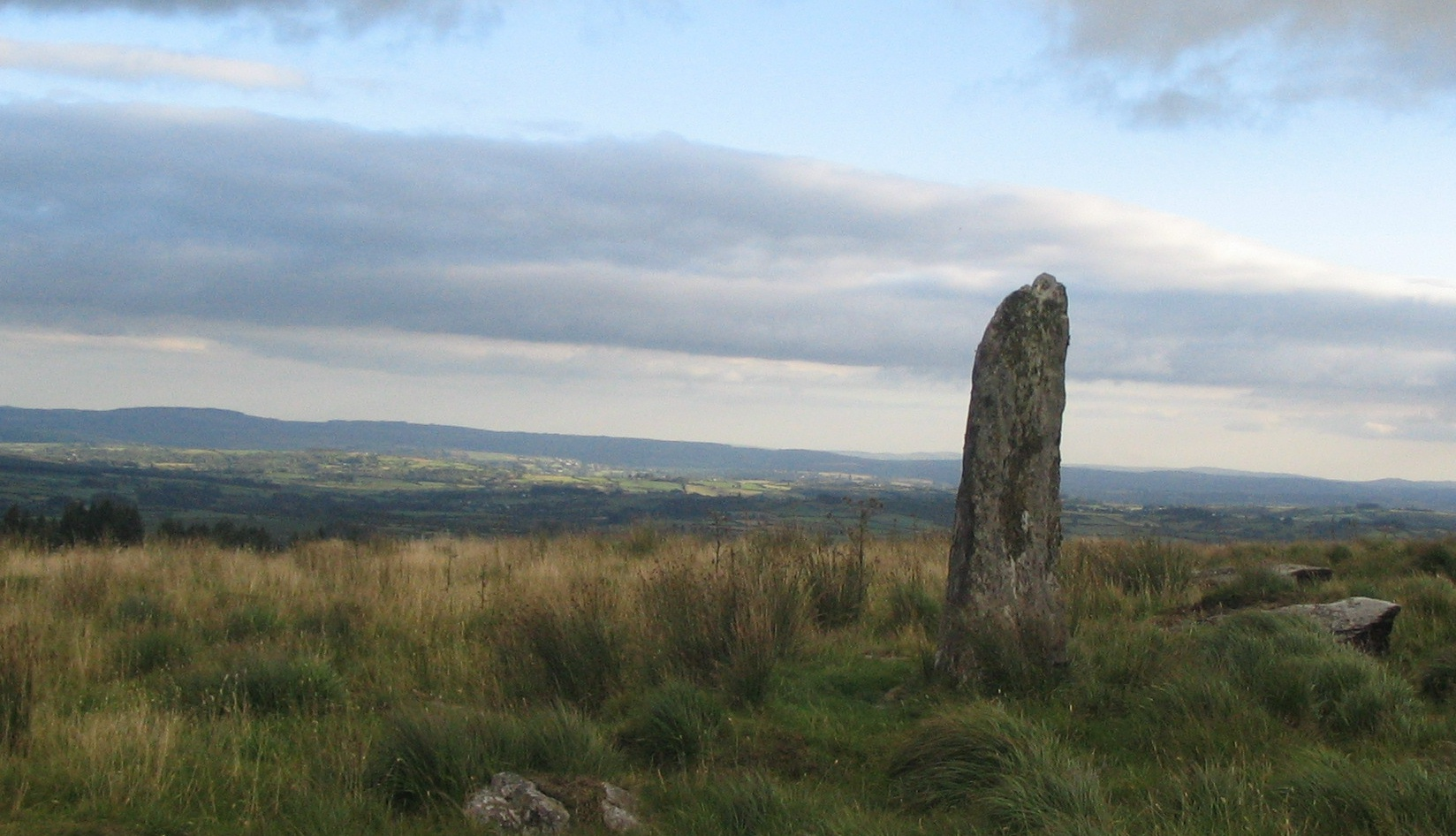
Óriási menhir Millstreet és Ballinagree között, Írország

A kultuszt a papság első csoportja, a druidák irányították. Ők voltak az ősi, íratlan, titkos vallási tanok őrzői, az ifjúság nevelői és ők szolgáltattak igazságot is. A papság másik csoportja, a bárdok mágikus erejűnek tartott dalokat adtak elő húros hangszereiken kísérve. A váteszek és a nagyszámú női papság főleg jövendőmondással foglalkozott.
Templomaik nem voltak. Szertartásaikat a szabadban végezték, kultikus helyeiket a szent ligetekben rendezték be. 
Számos római író azt állítja, hogy a kelták embereket is áldoztak. Ennek igazságára nincs régészeti bizonyíték, és talán a rómaiak arra használták ezeket az állításokat, hogy igazolják uralmukat egy "primitívebb" kultúra fölött. 
A gyógyító kultuszok szintén népszerűek voltak és – akárcsak a modern keresztény hagyományban – egy bizonyos helyhez kötődtek. 
Vallási tiszteletben részesítettek egyes állatokat. Különösen a medvéket és szarvasmarhákat övezte tisztelet.
Igen szoros kapcsolat fűzte őket a fákhoz. A ligetek és az erdők, ahol temérdek szent növény nőtt, a bennük található fák energiája szempontjából is fontos volt. A tiszafát és különösen a tölgyfát nagy tiszteletben tartották, bár mindegyik őshonos növény – galagonya, mogyoró, szilfa, bükkfa és a többi – nagy fontosságú volt, és szükség estén lehetett hozzá folyamodni áldásért. 
A vaskori kelták nem állítottak fel megalitokat, de sok helyen óriási kőoszlopok, ún. menhirek közelében mutattak be áldozatokat, egyes feltételezések szerint abban a hitben, hogy a kő tetején megjelennek majd a holtak szellemei és a különféle áldozati adományokat a hitük szerint ott is veszik át. Egyes elméletek szerint a megalitikus eredetű kőkörök bekerítettségük miatt elzárt, szent területként funkcionáltak, míg a kősorok voltak a hozzájuk vezető szent utak, amelyeken feltehetően ünnepi menetek vonultak. Ír-kelta-brit-angolszász mondák, amelyek sokkal későbbiek, Stonehenge-t is hozzákötik a druidák vallásához. Ronald Hutton történészprofesszor szerint az ősi druidákról ismert forrás olyan kevés és megbízhatatlan, hogy szinte semmit nem lehet e tekintetben mondani róluk.

## Naptár, ünnepek
A keltáknak (Írországtól Galliáig) egységes vallási és ünnepi rendjük volt. Az évet két nagy ciklusra osztották : 
- világos évszak (május elejétől nov. elejéig)
- sötét évszak (nov. elejétől ápr. végéig)

Mindkét évszak elején egy-egy nagy ünnep volt: 
- Beltane, a természet teljes kivirágzása, a május eleji, májusfa állítással (termékenységszimbólum) és máglyagyújtással évszakkezdő tűzünnep
- Samhain, a "gyülekezés ünnepe" november elején, ami 3 napos újévi ünneplés volt; az aratás végét jelölte, amikor a tél sötétjébe szálltak alá

További ünnepek:
- Imbolc – Brigit istennő ünnepe; a növekvő fény, megtisztulás ünnepe, a tél vége, a tavasz eljövetele (február eleje)
- Lughnasad – Lug isten napja; az első aratások ünnepe (augusztus eleje)
- Yule – a Napisten újjászületése; téli napforduló ünnepe, ekkor köszöntötték az újjászülető Napot (december 22.)
- Ostara – az ébredő természet, a tavasz, a fák és a tavaszi napéjegyenlőség ünnepe (március 21.)
- Litha – a Napisten és Földanya nászünnepe; nyári napforduló (június 21.)
- Mabon – őszi napéjegyenlőség, betakarítás, szüret (szeptember 21.)

Az ünnepeiket gyakran a szent ligetekben vagy szent kutak és más természeti képződmények közelében tartották. 